# Liparis microblepharon
Liparis microblepharon är en orkidéart som beskrevs av Rudolf Schlechter. Liparis microblepharon ingår i släktet gulyxnen, och familjen orkidéer. Inga underarter finns listade i Catalogue of Life.